# Lucas Jennis
Lucas Jennis o Lukas Jenis, Lucas Ihenis, Laux Jenisch (Francoforte sul Meno, 30 maggio 1590 – 1630) è stato un incisore e tipografo tedesco.

## Vita
Il padre, Lucas Jennis il Vecchio (1575-1606), suo omonimo, era un ricco orafo, gioielliere e incisore calvinista originario della città di Bruxelles, dalla quale era fuggito per riparare nella luterana Francoforte a causa della persecuzione nei confronti dei calvinisti nelle Fiandre spagnole di Carlo V.
Il padre di Jennis morì nel 1606. Un anno dopo la madre, rimasta vedova, sposò Johann Israel de Bry (1565-1609) sicché Jennis entrò a far parte della famiglia di quest'ultimo, i cui componenti erano esperti incisori che gli trasmisero la loro arte. Tra questi Johann Theodor De Bry coinvolse Jennis anche nella pubblicazione di opere di aderenti al pensiero dei Rosacroce.

## Opere

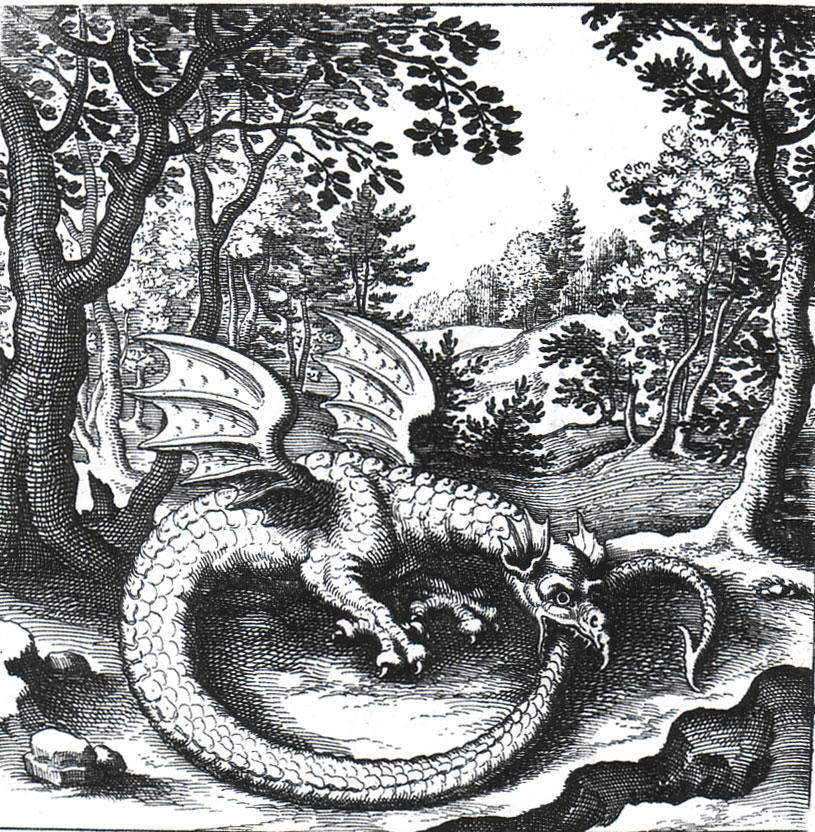
Incisione ad opera di Jennis di un drago che mangia la sua stessa coda, simbolo della ciclicità della natura (De Lapide Philosophico).

Oltre che come incisore, Jennis svolse così soprattutto attività editoriale a partire dal 1616, operando ad Oppenheim e Francoforte. In questo periodo egli pubblicò gran parte delle opere alchemiche di Michael Maier, Johann Daniel Mylius, Daniel Stolz von Stolzenberg, Thomas Norton e molti altri.
Il suo lavoro ebbe un influsso rilevante sulla concezione dell'alchimia del diciassettesimo secolo, che vide la stampa di un numero senza precedenti di testi alchemici. Celebri furono le sue incisioni su rame raffiguranti immagini ed emblemi ermetici, utilizzati per trasmettere pittoricamente i simboli e le idee dell'alchimia.
Tra questi ci sono ad esempio le incisioni dell'edizione del 1625 dell'opera di Lambspringk, De Lapide Philosophico, compresa nel Musaeum Hermeticum, riedita nel 1677.

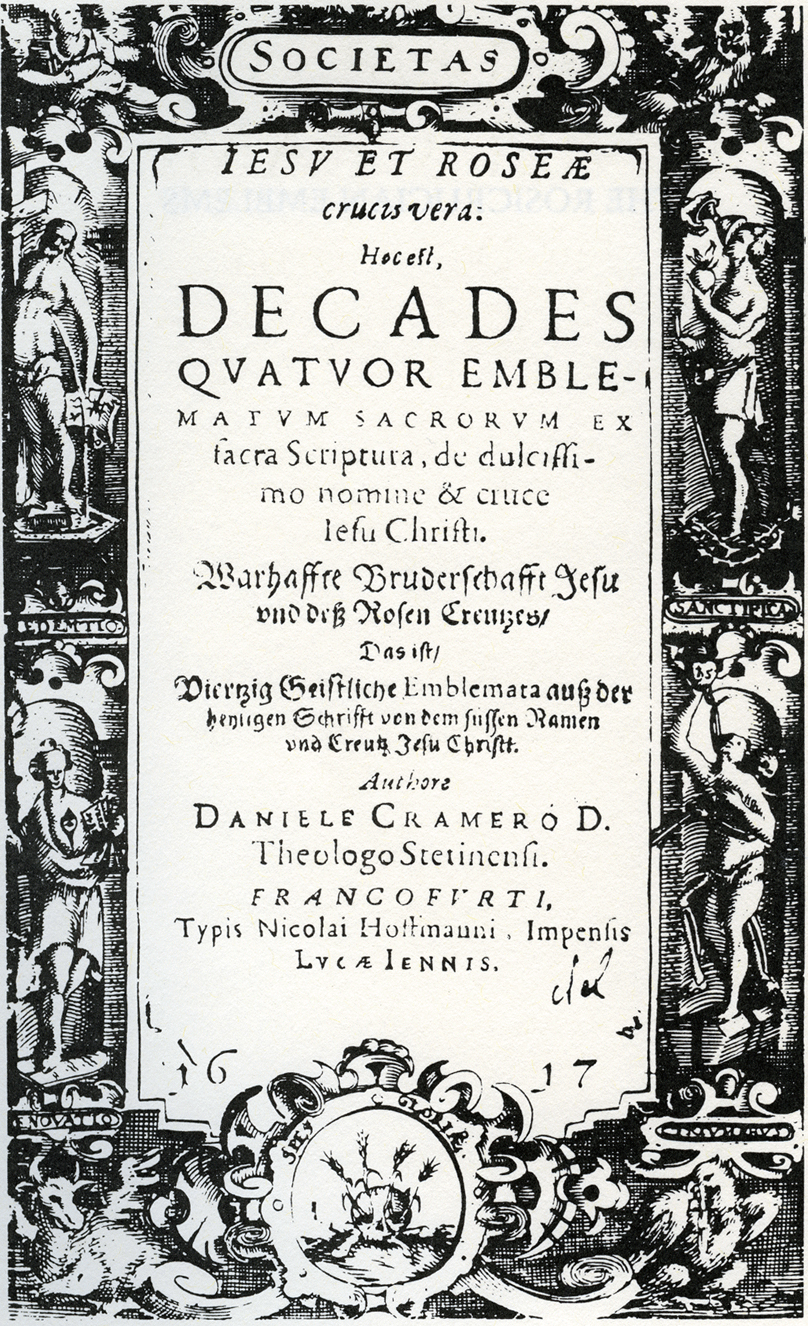
Frontespizio di Societas Iesu et Rosae Crucis Vera, edito da Lucas Jennis nel 1617

Connesse all'alchimia erano le concezioni tipiche della filosofia della natura dei primi rosacrociani, che Jennis contribuì a diffondere. In particolare, un testo del teologo Daniel Cramer, Societas Iesu et Rosae Crucis vera, fu pubblicato da Jennis a Francoforte sul Meno nel 1617, corredato da 40 emblemi incisi da Rudolf Meyer, tra cui appare costantemente un cuore inserito in svariati contesti. Come scrive lo storico Giordano Berti, quest'opera descrive simbolicamente le peregrinazioni dell'anima umana, essendo il cuore concepito come «la casa dell'anima individuale».